# Revna pe Ceremuș
Revna pe Ceremuș, întâlnit și sub forma Rivna (în germană Riwna, în rusă Ривня, în ucraineană Рівня, transliterat Rîvnia) a fost un sat în raionul Vijnița din regiunea Cernăuți (Ucraina). În a doua jumătate a secolului al XX-lea, această localitate a fost inclusă în componența orașului Vijnița, devenind cartier al acestuia.
Satul era situat pe malul râului Ceremuș, la vest de orașul Vijnița. 

## Istorie
Localitatea Revna pe Ceremuș a făcut parte încă de la înființare din regiunea istorică Bucovina a Principatului Moldovei. După anexarea Bucovinei de către Imperiul Habsburgic în anul 1775, localitatea Revna pe Ceremuș a făcut parte din Ducatul Bucovinei, guvernat de către austrieci, făcând parte din districtul Vijnița (în germană Wiznitz) . 
După Unirea Bucovinei cu România la 27 noiembrie 1918, satul Revna pe Ceremuș a făcut parte din componența României, în Plasa Răstoace a județului Storojineț. Pe atunci, populația era formată aproape în totalitate din ucraineni (huțuli). 
Ca urmare a Pactului Ribbentrop-Molotov (1939), Bucovina de Nord a fost anexată de către URSS la 28 iunie 1940, reintrând în componența României în perioada 1941-1944. Apoi, Bucovina de Nord a fost reocupată de către URSS în anul 1944 și integrată în componența RSS Ucrainene. 
În a doua jumătate a secolului al XX-lea, această localitate a fost desființată, fiind inclusă în componența orașului Vijnița.

## Recensământul din 1930
Componența etnică a comunei Revna pe Ceremuș (județul Storojineț)
     Ruteni (81,97%)
     Români (3,44%)
     Germani (1,25%)
     Evrei (7,68%)
     Polonezi (4,85%)
     Altă etnie (0,81%)
Componența confesională a comunei Revna pe Ceremuș
     Ortodocși (84,01%)
     Romano-catolici (6,42%)
     Mozaici (7,68%)
     Evanghelici\Luterani (0,17%)
     Greco-catolici (1,72%)
Conform recensământului efectuat în 1930, populația comunei Revna pe Ceremuș se ridica la 638 locuitori. Majoritatea locuitorilor erau ruteni (81,97%), cu o minoritate de germani (1,25%), una de evrei (7,68%), una de români (3,44%) și una de polonezi (4,85%). Alte persoane s-au declarat: maghiari (2 persoane), ruși (2 persoane) și cehi\slovaci (1 persoană). Din punct de vedere confesional, majoritatea locuitorilor erau ortodocși (84,01%), dar existau și romano-catolici (6,42%), mozaici (7,68%), greco-catolici (1,72%) și evanghelici\luterani (0,17%).

## Personalități
- Nazari Iaremciuc (1951-1995) - cântăreț ucrainean